# Fantasy Filmfest 2016
Das 30. Fantasy Filmfest fand zwischen dem 17. August und dem 18. September 2016 für jeweils eine Woche in den Städten Berlin, Frankfurt, Hamburg, Köln, München, Nürnberg und Stuttgart statt. Das Online-Portal Filmstarts war 2016 erstmals offizieller Medienpartner des Filmfestes. Der indische Thriller Psycho Raman lief als Centerpiece auf dem Fantasy Filmfest 2016. Fresh Blood Filme wie The Greasy Strangler, Scare Campaign und Los Parecidos, aber auch Filme der offiziellen Auswahl wie Kingsglaive: Final Fantasy XV und The Girl with All the Gifts haben beim Fantasy Filmfest 2016 ihre Deutschlandpremiere gefeiert.
Die 14. Fantasy Filmfest Nights fanden bereits von 2. bis 17. April 2016 in den Festivalstädten statt. In dieser Zeit wurden Filme wie Green Room, High-Rise, The Lobster und The Witch gezeigt, die erst später offiziell in die deutschen Kinos kamen.

## Liste der gezeigten Filme

### Fantasy Filmfest Nights
Im Rahmen der Fantasy Filmfest Nights wurden bereits im April 2016 folgende Filme gezeigt:
- Emelie
- Green Room
- Hardcore (Hardcore Henry)
- High-Rise
- The Lobster
- Moonwalkers
- Pandemic – Fear the Dead
- The Survivalist
- Veteran – Above the Law (Beterang)
- What We Become (Sorgenfri)
- The Witch (The VVitch: A New-England Folktale)

### Eröffnungsfilm
- Swiss Army Man

### Hauptfilm
- Psycho Raman (Raman Raghav 2.0, 2016)

### Director’s Spotlight
- Don't Kill It (Regie: Mike Mendez)

### Kurzfilme
Am Ende des Fantasy Filmfests 2016 wurden Méryl Fortunat-Rossi und Xavier Seron für ihren Kurzfilm The Black Bear mit dem Kurzfilm Award ausgezeichnet. Des Weiteren wurden in dieser Sektion gezeigt:
- Arcana (Regie: Jerónimo Ribeiro Rocha)
- Decorado (Regie: Alberto Vázquez)
- Growing Pains (Regie: Tor Fruergaard)
- Interesting Ball (Regie: Daniels)
- Kookie (Regie: Justin Harding)
- Seth (Regie: Zach Lasry)
- Twenty Forty Three (Regie: Eugénie Muggleton)
- Uncanny Valley (Regie: Federico Heller)[6]

### Fresh Blood Filme
Der Publikumspreis Fresh Blood Award wurde auf dem Fantasy Filmfest an einen Regiedebütanten oder -neuling vergeben und ging an Babak Anvari für den Film Under the Shadow. Im Wettbewerb um den Fresh Blood Award konkurrierten 2016:
- The Greasy Strangler
- Happy Birthday
- The Outbreak
- The Lesson
- Los Parecidos (The Similars)
- The Priests
- Scare Campaign
- Sie nannten ihn Jeeg Robot (Lo chiamavano Jeeg Robot)
- Under the Shadow
- We Are the Flesh (Tenemos La Carne)

### Offizielle Auswahl
- Abattoir (2016)
- Another Evil (2016)
- Antibirth (2016)
- Bed of the Dead (2016)
- Beyond the Gates (2016)
- Carnage Park (2016)
- Cell (2016)
- Creepy (2016)
- Im Auge des Wolfes (Braqueurs, 2015)
- Deep in the Wood (2015)
- Desierto (2015)
- The Devil's Candy (2015)
- Don't Grow Up (2015)
- The Eyes of My Mother (2016)
- Follow (2015)
- The Girl with All the Gifts (2016)
- The Greasy Strangler (2016)
- Happy Birthday (2016)
- Here Alone (2016)
- I Had a Bloody Good Time at House Harker (2016)
- Imperium (2016)
- Kingsglaive: Final Fantasy XV (2016)
- The Lesson (2015)
- Mojin – The Lost Legend (2015)
- My Big Night (Mi Gran Noche, 2015)
- The Neighbor (2016)
- The Ones Below (2015)
- Los Parecidos (The Similars, 2015)
- The Priests (2015)
- Psycho Raman (Raman Raghav 2.0, 2016)
- Scare Campaign (2016)
- Seoul Station (2016)
- Shelley (2016)
- Swiss Army Man (2016)
- Terra Formars (2016)
- They Call Me Jeeg Robot (Lo Chiamavano Jeeg Robot, 2015)
- Toro (2016)
- To Steal from a Thief (Cien Años De Perdón, 2016)
- Train to Busan (Busanhaeng, 2016)
- Trash Fire (2016)
- Under the Shadow (2016)
- Dirty Cops – War on Everyone (War on Everyone, 2016)
- We Are the Flesh (Tenemos La Carne, 2016)
- We Go On (2016)
- Yoga Hosers (2016)

Soweit bekannt, handelt es sich um die offiziellen deutschen oder internationalen Filmtitel. Davon abweichende Originaltitel oder englische Titel, die beim Fantasy Filmfest verwendet wurden, sind in Klammern angegeben.

### Schlussfilm
- Train to Busan (Busanhaeng, 2016)[9]